# Coelichneumon madritinus
Coelichneumon madritinus là một loài tò vò trong họ Ichneumonidae.